# 司马昙之
司马昙之（4世紀—384年11月6日），河内郡温县（今河南省焦作市温县）人，安平献王司马孚的后裔，河间武王司马钦之子，东晋宗室、官员。

## 生平
太元四年（379年）五月，前秦军队攻至离广陵只有百里的地方，东晋政府大为震动，晋孝武帝下诏派遣征虏将军谢石率领水军驻扎于涂中，右卫将军毛安之、游击将军河间王司马昙之、淮南太守杨广、宣城内史丘准驻扎于堂邑，谢玄亲自从广陵援救三阿。前秦将军毛当、毛盛率领两万骑兵迅速进攻堂邑，毛安之和司马昙之军中的官兵惊慌，各自溃散，东晋军队被击败。
太元九年冬十月丁巳（384年11月6日），司马昙之去世，朝廷赠予使持节、镇西将军、荆州刺史，谥号景。

## 家庭

### 父亲
- 司马钦，东晋右卫将军、散骑常侍、中护军、使持节、侍中、太尉公、河间王，赠车骑大将军、仪同三司、谥号武王[2]

### 兄弟
- 司马范之，东晋游击将军、章武王

### 儿子
- 司马国璠，北魏淮南公
- 司马叔璠，北魏安远将军、丹阳侯，赠平西将军、雍州刺史、谥号简公[2]